# Gustav Adolf von Nostitz-Wallwitz
Gustav Adolf von Nostitz-Wallwitz (* 11. Juli 1898 in Oschatz; † 31. Mai 1945 in Eckernförde) war ein deutscher Generalmajor im Zweiten Weltkrieg.

## Leben
Gustav Adolf von Nostitz-Wallwitz wurde als Oberstleutnant des Artillerie-Regimentes 1 am 1. Dezember 1941 mit dem Deutschen Kreuz in Gold und am 12. Juni 1944 als Oberst und Kommandeur des Panzer-Artillerie-Regimentes 89 mit dem Ritterkreuz des Eisernen Kreuzes ausgezeichnet. Er kommandierte während des Krieges zudem die 24. Panzer-Division.